# Saint-Martin-de-Queyrières
Saint-Martin-de-Queyrières – miejscowość i gmina we Francji, w regionie Prowansja-Alpy-Lazurowe Wybrzeże, w departamencie Alpy Wysokie.

## Demografia
Według danych na rok 1990 gminę zamieszkiwało 707 osób, a gęstość zaludnienia wynosiła 13 osób/km². W styczniu 2015 r. Saint-Martin-de-Queyrières zamieszkiwały 1093 osoby, przy gęstości zaludnienia wynoszącej 19,7 osób/km².